# Robot SCARA

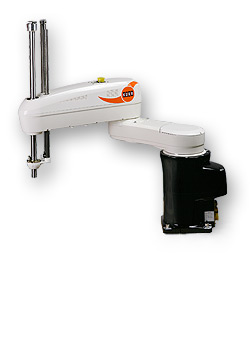
Un robot SCARA, model KR10, de la companyia alemanya KUKA.

Un robot SCARA, de l'anglès selective compliance assembly robot arm, és un robot industrial amb dues o tres articulacions de revolució, amb tots els eixos de rotació verticals, i una articulació prismàtica també en direcció vertical.
Aquest braç robot va ser inventat l'any 1978 pel professor Hiroshi Makino de la Universitat de Yamanashi del Japó. El disseny es milloraria l'any 1984 amb la introducció del model AdeptOne, que incorporava accionaments directes que n'optimitzaven la dinàmica i la precisió.
La combinació de baix cost i configuració cinemàtica ràpida en el pla va resultar ser ideal per la fabricació de components electrònics, productes alimentaris i altres béns de consum. L'any 2011, segons la Federació Internacional de Robòtica, es van vendre un total de 17.425 robots SCARA, una quota de mercat de l'onze per cent sobre el total de robots industrials venuts.

## Cinemàtica
Les equacions de la cinemàtica directa d'un manipulador SCARA es poden deduir seguint el conveni de Denavit-Hartenberg. A la imatge adjunta hi ha l'abstracció del braç robot AdeptOne d'Omron, amb el sistema de coordenades a cada una de les articulacions, les dues de revolució i la prismàtica. El terminal també té una articulació amb un grau de llibertat, que li permet rotar respecte l'eix vertical. En global, el manipulador complet és de tipus RRPR. L'origen es col·loca per conveniència i només afecta la posició del manipulador quan θ1=0.

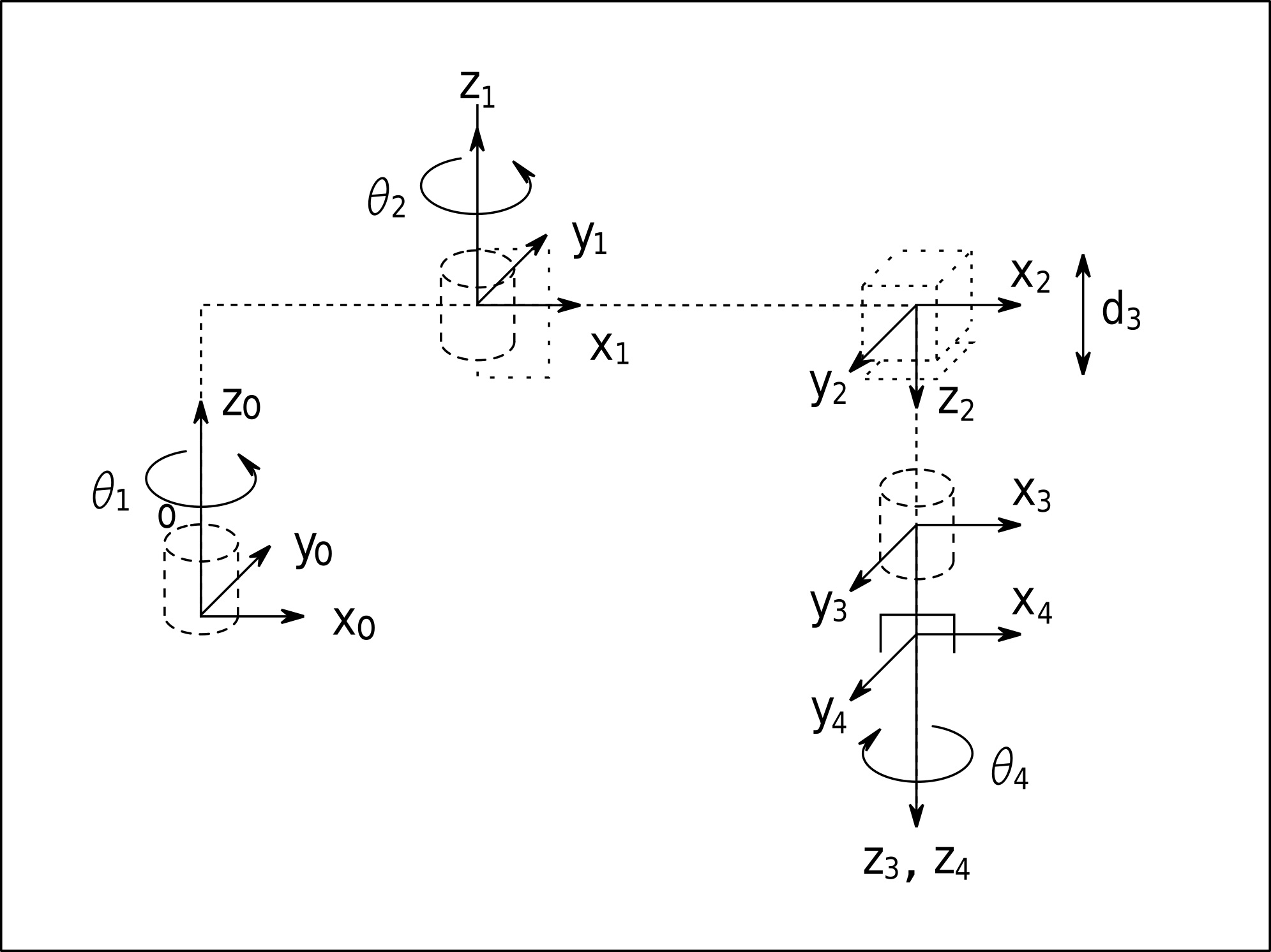
Assignació del sistema de coordenades articular, seguint el conveni de Denavit–Hartenberg, per un manipulador SCARA de tipus RRPR.

Amb els sistemes de coordenades assignats, es pot definir la taula amb els paràmetres de Denavit-Hartenberg:
| Element | ai | αi  | di  | θi  |
| ------- | -- | --- | --- | --- |
| 1       | a1 | 0   | 0   | θ1* |
| 2       | a₂ | 180 | 0   | θ₂* |
| 3       | 0  | 0   | d₃* | 0   |
| 4       | 0  | 0   | d₄  | θ₄* |

Aleshores, les matrius de transformació per cada articulació són:
{\displaystyle A_{1}^{0}(\theta _{1})={\begin{bmatrix}c_{1}&-s_{1}&0&a_{1}c_{1}\\s_{1}&c_{1}&0&a_{1}s_{1}\\0&0&1&0\\0&0&0&1\end{bmatrix}}}
{\displaystyle A_{2}^{1}(\theta _{2})={\begin{bmatrix}c_{2}&s_{2}&0&a_{2}c_{2}\\s_{2}&-c_{2}&0&a_{2}s_{2}\\0&0&-1&0\\0&0&0&1\end{bmatrix}}}
{\displaystyle A_{3}^{2}(d_{3})={\begin{bmatrix}1&0&0&0\\0&1&0&0\\0&0&1&d_{3}\\0&0&0&1\end{bmatrix}}}
{\displaystyle A_{4}^{3}(\theta _{4})={\begin{bmatrix}c_{4}&-s_{4}&0&0\\s_{4}&c_{4}&0&0\\0&0&1&d_{4}\\0&0&0&1\end{bmatrix}}}
Així, les equacions de la cinemàtica directa són:
{\displaystyle T_{4}^{0}(q)=A_{1}^{0}\cdot A_{2}^{1}\cdot A_{3}^{2}\cdot A_{4}^{3}={\begin{bmatrix}c_{12}c_{4}+s_{12}s_{4}&-c_{12}s_{4}+s_{12}c_{4}&0&a_{1}c_{1}+a_{2}c_{12}\\s_{12}c_{4}-c_{12}s_{4}&-s_{12}s_{4}+c_{12}c_{4}&0&a_{1}s_{1}+a_{2}s_{12}\\0&0&-1&-d_{3}-d_{4}\\0&0&0&1\end{bmatrix}}}
On {\displaystyle q=[\theta _{1},\theta _{2},d_{3},\theta _{4}]^{T}}.
Per altra banda, la solució de la cinemàtica inversa ofereix la posició del terminal a partir dels angles i distàncies de les articulacions del manipulador. En aquest cas s'ha de resoldre la següent equació:
{\displaystyle T_{4}^{0}={\begin{bmatrix}R&0\\0&1\end{bmatrix}}}

Representació d'un manipulador SCARA on es poden veure les principals variables necessàries per obtenir la cinemàtica inversa.

Com que un robot SCARA només té quatre graus de llibertat, no totes les solucions a l'equació prèvia són mecànicament factibles. De fet, les úniques solucions possibles són les que tenen una matriu R de la següent forma:
{\displaystyle R={\begin{bmatrix}c_{\alpha }&s_{\alpha }&0\\s_{\alpha }&-c_{\alpha }&0\\0&0&-1\end{bmatrix}}}
Si la R té la forma anterior, aleshores la suma de θ1+θ₂-θ₄ es pot determinar de la següent forma:
{\displaystyle \theta _{1}+\theta _{2}-\theta _{4}=\alpha =atan2(r_{11},r_{12})}
Projectant la configuració del manipulador al pla xy es pot obtenir geomètricament l'angle de la segona articulació:
{\displaystyle \theta _{2}=atan2(c_{2}\pm {\sqrt {1-c_{2}}})}
on:
{\displaystyle c_{2}={\frac {o_{x}^{2}+o_{y}^{2}-\alpha _{1}^{2}-\alpha _{2}^{2}}{2a_{1}a_{2}}}}
{\displaystyle \theta _{1}=atan2(o_{x},o_{y})-atan2(\alpha _{1}+a_{2}c_{2},a_{2}s_{2})}
Aleshores es pot determinar θ₄:
{\displaystyle \theta _{4}=\theta _{1}+\theta _{2}-\alpha }
{\displaystyle \theta _{4}=\theta _{1}+\theta _{2}-atan2(r_{11},r_{12})}
Així, finalment es pot obtenir d₃, aconseguint tots els angles i distàncies necessàries:
{\displaystyle d_{3}=o_{z}+d_{4}}